# Gran Premio d'Austria 2015
Il Gran Premio d'Austria 2015 è stata l'ottava prova della stagione 2015 del campionato mondiale di Formula 1. La gara si è disputata domenica 21 giugno 2015 sul Red Bull Ring di Spielberg bei Knittelfeld. La gara è stata vinta dal tedesco Nico Rosberg su Mercedes, al suo undicesimo successo in carriera. Rosberg ha preceduto sul traguardo il suo compagno di scuderia, il britannico Lewis Hamilton ed il brasiliano Felipe Massa su Williams-Mercedes.

## Vigilia

### Aspetti tecnici
Per questa gara la Pirelli, fornitrice unica degli pneumatici, sceglie di portare gomme soft e supersoft, come nei recenti Gran Premio di Monaco e Gran Premio di Canada.
La Federazione Internazionale dell'Automobile, per questa gara, stabilisce due zone ove i piloti possono attivare il Drag Reduction System: la prima è posta sul rettilineo dei box, con detection point stabilito dopo la curva Rindt, mentre la seconda è fissata tra le curve Remus e Schlossgold, con punto di distacco fra i piloti posto prima della Remus.
La Red Bull Racing decide di montare il quinto motore stagionale su entrambe le vetture. Ciò comporta una penalizzazione di dieci posizioni sulla griglia di partenza sia per Daniel Ricciardo che per Daniil Kvjat. La McLaren fa esordire, con Fernando Alonso al volante, la vettura col muso più corto, rispetto alla versione utilizzata a inizio stagione.

### Aspetti sportivi
La FIA nomina Danny Sullivan, quale commissario aggiunto per la gara. L'ex pilota di F1 ha già svolto tale funzione in passato, l'ultima nel Gran Premio di Abu Dhabi 2014. La scuderia elvetica Sauber festeggia il suo 300º Gran Premio, non tenendo conto delle gare disputate con la denominazione di BMW Sauber.
Jolyon Palmer ha preso il volante di Romain Grosjean alla Lotus, nella prima sessione di prove del venerdì. Non ha invece preso parte a questa sessione Fabio Leimer, inizialmente indicato quale possibile pilota per la Marussia.

## Prove

### Resoconto
Nella prima sessione la pista si presenta in parte umida, pur in assenza di precipitazioni. La temperatura dell'aria è di 17 °C, quella dell'asfalto di 27 °C. Fernando Alonso rientra ai box, al termine del giro di installazione, con dei problemi tecnici a una connessione elettrica. Anche Sebastian Vettel è fermato da un problema tecnico: la rottura del semiasse sinistro. Ciò non gli consente di far segnare nessun tempo valido. Felipe Massa, uscendo dai box, rischia d'investire Maurizio Arrivabene, team principal della Scuderia Ferrari, che stava attraversando la corsia.
Il più veloce della sessione è Nico Rosberg, che precede Lewis Hamilton e Kimi Räikkönen. Al termine della sessione Daniil Kvjat ha subito una reprimenda per aver tagliato la corsia di entrata ai box.
Fernando Alonso è stato costretto a sostituire, sulla sua McLaren, sia il motore termico che l'MGU-H. Essendo il quinto elemento utilizzato per entrambe le componenti il pilota è penalizzato di 20 posizioni sulla griglia di partenza. Lo spagnolo monterà anche la terza MGH-K della stagione.
Il clima è fresco e il cielo minaccia pioggia anche per la seconda sessione di giornata, tanto che i piloti decidono subito di affrontare la pista. Il ferrarista Sebastian Vettel fa segnare il tempo migliore nella sessione: il tedesco ha ottenuto il tempo con l'unico tentativo con gomme supersoft effettuato nella sessione, in seguito ha dovuto interrompere la simulazione di gara per la rottura del cambio.
Vettel ha preceduto il connazionale Nico Rosberg, di 11 millesimi, e il compagno di scuderia Kimi Räikkönen. Anche il finlandese ha dovuto abortire il long run con le gomme di mescola più morbida, per aver spiattellato una gomma. Meno performanti sul giro singolo, ma più in conformazione di gara, le Williams, che con Felipe Massa ottennero l'anno precedente, su questo tracciato, l'ultima pole position non conquistata da una Mercedes.
La temperatura dell'aria è di 11 °C quando inizia la sessione del sabato. Nella prima fase i piloti montano gomme morbide: il più rapido è Sebastian Vettel su Ferrari, che sopravanza il duo della Mercedes. A metà sessione un problema tecnico costringe Fernando Alonso a fermare la sua vettura sul rettilineo dei box. Viene così esposta la bandiera rossa. Quando la sessione ricomincia la pioggia inizia a cadere sul tracciato. I pochi piloti che decidono così di affrontare la pista optano per gomme intermedie o da pioggia: Nico Hülkenberg e Carlos Sainz Jr. effettuano delle uscite dalla pista, senza danni però per loro e le loro monoposto. Lo spagnolo è stato il più veloce in questa fase.
Al termine delle prove libere Jenson Button è penalizzato di 25 posizioni sulla griglia di partenza per aver montato, sulla sua McLaren, il sesto turbocompressore (ciò gli costa 10 posizioni), la sesta MGU-H, il quinto motore termico e la quinta MGH-K (5 posizioni a testa per ogni sostituzione). Anche Fernando Alonso subisce un'ulteriore penalizzazione di 5 posizioni sulla griglia di partenza, oltre le 20 già a lui affibbiate. Lo spagnolo infatti è costretto, al termine delle libere, a sostituire anche il cambio.

### Risultati
Nella prima sessione del venerdì si è avuta questa situazione:
| Pos | Nº | Pilota         | Costruttore | Tempo    | Gap    | Giri |
| --- | -- | -------------- | ----------- | -------- | ------ | ---- |
| 1   | 6  | Nico Rosberg   | Mercedes    | 1'10"401 |        | 36   |
| 2   | 44 | Lewis Hamilton | Mercedes    | 1'10"709 | +0"308 | 28   |
| 3   | 7  | Kimi Räikkönen | Ferrari     | 1'11"028 | +0"627 | 22   |

Nella seconda sessione del venerdì si è avuta questa situazione:
| Pos | Nº | Pilota           | Costruttore | Tempo    | Gap    | Giri |
| --- | -- | ---------------- | ----------- | -------- | ------ | ---- |
| 1   | 5  | Sebastian Vettel | Ferrari     | 1'09"600 |        | 28   |
| 2   | 6  | Nico Rosberg     | Mercedes    | 1'09"611 | +0"011 | 50   |
| 3   | 7  | Kimi Räikkönen   | Ferrari     | 1'09"860 | +0"260 | 41   |

Nella sessione del sabato mattina si è avuta questa situazione:
| Pos | Nº | Pilota           | Costruttore | Tempo    | Gap    | Giri |
| --- | -- | ---------------- | ----------- | -------- | ------ | ---- |
| 1   | 5  | Sebastian Vettel | Ferrari     | 1'09"994 |        | 16   |
| 2   | 44 | Lewis Hamilton   | Mercedes    | 1'10"011 | +0"017 | 16   |
| 3   | 7  | Kimi Räikkönen   | Ferrari     | 1'10"177 | +0"183 | 12   |

## Qualifiche

### Resoconto
I piloti affrontano, per le qualifiche, una pista che si sta asciugando. Inizialmente le vetture montano gomme intermedie, ma presto le Williams montano gomme da asciutto, seguite poi da tutte le scuderie concorrenti. Ciò rimescola la classifica dei tempi negli ultimi minuti della sessione. Jenson Button, che era balzato in testa alla graduatoria a cinque minuti dal termine della Q1, viene sopravanzato da ben sedici piloti, venendo così eliminato. Accanto all'inglese non passano la qualificazione Sergio Pérez, Kimi Räikkönen e i due piloti della Marussia. Il finlandese della Ferrari rallenta prima di effettuare il suo ultimo tentativo, per lasciare maggior spazio fra sé e le altre vetture, ma così facendo non riesce a iniziare il suo giro prima dell'esposizione della bandiera a scacchi. Il miglior tempo della sessione è di Nico Rosberg.
Anche all'inizio della Q2 la pista si presenta parzialmente umida, ma i piloti optano tutti per le gomme supersoft. Rosberg è il primo pilota a scendere sotto il muro del minuto e nove. Sebastian Vettel conquista il terzo tempo di sessione, pur affrontando il tracciato solo negli ultimi minuti della sessione. Vengono eliminati Pastor Maldonado, Marcus Ericsson, Carlos Sainz Jr., Daniel Ricciardo (che va lungo alla curva 3 nel suo ultimo giro veloce) e Fernando Alonso.
Anche in Q3 le due Mercedes si dimostrano le più veloci: inizialmente si pone al comando Nico Rosberg, con 1'08"850, quattro decimi meglio di Lewis Hamilton. Nel secondo tentativo il britannico si porta a 1'08"455, mentre il tedesco abbassa ancora il suo tempo, che però è di due decimi più alto di quello di Hamilton. L'ultimo tentativo viene rovinato da entrambi i conduttori con un errore: Hamilton va in testacoda alla prima curva, mentre Rosberg va lungo, fino a finire nella sabbia, dell'ultima curva. Sebastian Vettel si pone terzo, staccato di tre decimi. Per Lewis Hamilton è la quarantacinquesima pole position nel mondiale di F1, la diciannovesima consecutiva per la Mercedes. La casa tedesca conquista così la pole sull'unico tracciato in cui tale risultato era mancato nella precedente stagione. Per una vettura motorizzata Mercedes si tratta della ventisettesima pole consecutiva. Lewis Hamilton conquista la pole nel ventunesimo Gran Premio differente del mondiale di Formula 1 stabilendo così un nuovo record e inoltre eguaglia il record di Alain Prost stabilendo la pole su ventidue circuiti differenti.

### Risultati
Nella sessione di qualifica si è avuta questa situazione:
| Pos                         | Nº | Pilota           | Costruttore             | Q1       | Q2       | Q3          | Griglia |
| --------------------------- | -- | ---------------- | ----------------------- | -------- | -------- | ----------- | ------- |
| 1                           | 44 | Lewis Hamilton   | Mercedes                | 1'12"218 | 1'09"062 | 1'08"455    | 1       |
| 2                           | 6  | Nico Rosberg     | Mercedes                | 1'10"976 | 1'08"634 | 1'08"655    | 2       |
| 3                           | 5  | Sebastian Vettel | Ferrari                 | 1'11"184 | 1'09"392 | 1'08"810    | 3       |
| 4                           | 19 | Felipe Massa     | Williams-Mercedes       | 1'11"830 | 1'09"719 | 1'09"192    | 4       |
| 5                           | 27 | Nico Hülkenberg  | Force India-Mercedes    | 1'11"319 | 1'09"604 | 1'09"278    | 5       |
| 6                           | 77 | Valtteri Bottas  | Williams-Mercedes       | 1'11"894 | 1'09"598 | 1'09"319    | 6       |
| 7                           | 33 | Max Verstappen   | STR-Renault             | 1'11"307 | 1'09"631 | 1'09"612    | 7       |
| 8                           | 26 | Daniil Kvjat     | Red Bull Racing-Renault | 1'12"092 | 1'10"187 | 1'09"694    | 15      |
| 9                           | 12 | Felipe Nasr      | Sauber-Ferrari          | 1'12"001 | 1'09"652 | 1'09"713    | 8       |
| 10                          | 8  | Romain Grosjean  | Lotus-Mercedes          | 1'11"821 | 1'09"920 | senza tempo | 9       |
| 11                          | 13 | Pastor Maldonado | Lotus-Mercedes          | 1'11"661 | 1'10"374 | N.D.        | 10      |
| 12                          | 9  | Marcus Ericsson  | Sauber-Ferrari          | 1'12"388 | 1'10"426 | N.D.        | 11      |
| 13                          | 55 | Carlos Sainz Jr. | STR-Renault             | 1'11"158 | 1'10"465 | N.D.        | 12      |
| 14                          | 3  | Daniel Ricciardo | Red Bull Racing-Renault | 1'11"973 | 1'10"482 | N.D.        | 18      |
| 15                          | 14 | Fernando Alonso  | McLaren-Honda           | 1'12"508 | 1'10"736 | N.D.        | 19      |
| 16                          | 11 | Sergio Pérez     | Force India-Mercedes    | 1'12"522 | N.D.     | N.D.        | 13      |
| 17                          | 22 | Jenson Button    | McLaren-Honda           | 1'12"632 | N.D.     | N.D.        | 20      |
| 18                          | 7  | Kimi Räikkönen   | Ferrari                 | 1'12"867 | N.D.     | N.D.        | 14      |
| 19                          | 98 | Roberto Merhi    | Marussia-Ferrari        | 1'14"071 | N.D.     | N.D.        | 16      |
| 20                          | 28 | Will Stevens     | Marussia-Ferrari        | 1'15"368 | N.D.     | N.D.        | 17      |
| Tempo limite 107%: 1'15"944 |    |                  |                         |          |          |             |         |

In grassetto sono indicate le migliori prestazioni in Q1, Q2 e Q3.

## Gara

### Resoconto
Nico Rosberg passa al via Lewis Hamilton, mentre Sebastian Vettel è terzo, davanti a Felipe Massa, Nico Hülkenberg, Max Verstappen e Valtteri Bottas. Nel corso del primo giro Kimi Räikkönen perde il controllo della sua vettura ed esce di pista: la sua Ferrari è colpita dalla McLaren di Fernando Alonso, che sale sopra il musetto della vettura del finnico. I due piloti sono incolumi; la direzione di gara manda in pista la safety car, per consentire agli steward di spostare le monoposto dalla pista.
Alla ripresa della gara la classifica rimane invariata. Al giro 8 Sergio Pérez passa Romain Grosjean per il decimo posto, mentre al giro 15 Bottas prende la posizione a Verstappen. Il finlandese della Williams passa anche Hülkenberg, al venticinquesimo giro. Un giro dopo Bottas va al cambio gomme, seguito dopo una tornata da Hülkenberg. Il tedesco della Force India, ora settimo, è di nuovo davanti al finlandese.
La classifica vede sempre al comando Nico Rosberg, seguito dal compagno di team Lewis Hamilton, Sebastian Vettel, Felipe Massa, Pastor Maldonado, Hülkenberg e Bottas, che hanno recuperato una posizione dopo il pit stop di Max Verstappen.
Al giro 34 cambia gli pneumatici Rosberg, poi, in serie tocca anche a Massa, Hamilton e Vettel. Nico Rosberg mantiene il comando della gara, mentre Vettel, a causa di un problema di fissaggio alla gomma posteriore sinistra, perde molto tempo al cambio gomme, e si trova alle spalle di Massa. La direzione di gara commina 5 secondi di penalità a Hamilton per aver toccato, in uscita dalla corsia dei box, la linea bianca che delimita la corsia d'uscita sulla pista. Intanto, al giro 35 Bottas sorpassa Nico Hülkenberg. Dopo i cambi gomme di Pérez e Maldonado, i due sono, rispettivamente, quinto e sesto.
Pastor Maldonado, al giro 51, passa Daniel Ricciardo, per l'ottavo posto, e negli ultimi giri s'avvicina a Verstappen. Più davanti Vettel riduce il distacco da Massa: il tedesco però non è capace di passare il pilota della Williams. Al giro 69 Maldonado ha la meglio su Verstappen, per la settima piazza.
Nico Rosberg vince per l'undicesima volta nel mondiale, precedendo Lewis Hamilton e Felipe Massa, al primo podio stagionale. Hamilton, brevemente al comando, dopo il pit stop di Rosberg, eguaglia il record di 17 Gran Premi consecutivi con almeno un giro in testa, che apparteneva a Jackie Stewart, colto tra il Gran Premio degli Stati Uniti d'America 1968 e il Gran Premio del Belgio 1970.

### Risultati
I risultati del Gran Premio sono i seguenti:
| Pos | Nº | Pilota           | Costruttore             | Giri | Tempo/Ritiro               | Griglia | Punti |
| --- | -- | ---------------- | ----------------------- | ---- | -------------------------- | ------- | ----- |
| 1   | 6  | Nico Rosberg     | Mercedes                | 71   | 1h30'16"930                | 2       | 25    |
| 2   | 44 | Lewis Hamilton   | Mercedes                | 71   | +8"800                     | 1       | 18    |
| 3   | 19 | Felipe Massa     | Williams-Mercedes       | 71   | +17"573                    | 4       | 15    |
| 4   | 5  | Sebastian Vettel | Ferrari                 | 71   | +18"181                    | 3       | 12    |
| 5   | 77 | Valtteri Bottas  | Williams-Mercedes       | 71   | +53"604                    | 6       | 10    |
| 6   | 27 | Nico Hülkenberg  | Force India-Mercedes    | 71   | +1'04"075                  | 5       | 8     |
| 7   | 13 | Pastor Maldonado | Lotus-Mercedes          | 70   | +1 giro                    | 10      | 6     |
| 8   | 33 | Max Verstappen   | STR-Renault             | 70   | +1 giro                    | 7       | 4     |
| 9   | 11 | Sergio Pérez     | Force India-Mercedes    | 70   | +1 giro                    | 13      | 2     |
| 10  | 3  | Daniel Ricciardo | Red Bull Racing-Renault | 70   | +1 giro                    | 18      | 1     |
| 11  | 12 | Felipe Nasr      | Sauber-Ferrari          | 70   | +1 giro                    | 8       |       |
| 12  | 26 | Daniil Kvjat     | Red Bull Racing-Renault | 70   | +1 giro                    | 15      |       |
| 13  | 9  | Marcus Ericsson  | Sauber-Ferrari          | 69   | +2 giri                    | 11      |       |
| 14  | 98 | Roberto Merhi    | Marussia-Ferrari        | 68   | +3 giri                    | 16      |       |
| Rit | 8  | Romain Grosjean  | Lotus-Mercedes          | 35   | Cambio                     | 9       |       |
| Rit | 55 | Carlos Sainz Jr. | STR-Renault             | 35   | Perdita di potenza         | 12      |       |
| Rit | 22 | Jenson Button    | McLaren-Honda           | 8    | Probl. elettronici         | 20      |       |
| Rit | 28 | Will Stevens     | Marussia-Ferrari        | 1    | Perdita d'olio             | 17      |       |
| Rit | 7  | Kimi Räikkönen   | Ferrari                 | 0    | Collisione con F.Alonso    | 14      |       |
| Rit | 14 | Fernando Alonso  | McLaren-Honda           | 0    | Collisione con K.Raikkonen | 19      |       |

## Classifiche mondiali

### Piloti
| Pos | Pilota           | Punti |
| --- | ---------------- | ----- |
| 1   | Lewis Hamilton   | 169   |
| 2   | Nico Rosberg     | 159   |
| 3   | Sebastian Vettel | 120   |
| 4   | Kimi Räikkönen   | 72    |
| 5   | Valtteri Bottas  | 67    |
| 6   | Felipe Massa     | 62    |
| 7   | Daniel Ricciardo | 36    |
| 8   | Daniil Kvjat     | 19    |
| 9   | Nico Hülkenberg  | 18    |
| 10  | Romain Grosjean  | 17    |
| 11  | Felipe Nasr      | 16    |
| 12  | Sergio Pérez     | 13    |
| 13  | Pastor Maldonado | 12    |
| 14  | Max Verstappen   | 10    |
| 15  | Carlos Sainz Jr. | 9     |
| 16  | Marcus Ericsson  | 5     |
| 17  | Jenson Button    | 4     |

### Costruttori
| Pos | Costruttore             | Punti |
| --- | ----------------------- | ----- |
| 1   | Mercedes                | 328   |
| 2   | Ferrari                 | 192   |
| 3   | Williams-Mercedes       | 129   |
| 4   | Red Bull Racing-Renault | 55    |
| 5   | Force India-Mercedes    | 31    |
| 6   | Lotus-Mercedes          | 29    |
| 7   | Sauber-Ferrari          | 21    |
| 8   | STR-Renault             | 19    |
| 9   | McLaren-Honda           | 4     |

## Decisioni della FIA
Al termine della gara, Marcus Ericsson subisce la sottrazione di due punti dalla Superlicenza per falsa partenza in aggiunta al drive through comminatogli in gara.